# George William Lloyd
Pour les articles homonymes, voir George Lloyd.
George William Aylmer Lloyd, né le 4 juillet 1789 à Tipperary et mort le 4 juin 1865 à Darjeeling, est un officier et explorateur britannique. 

## Biographie
Membre et représentant de l'East India Company, il est envoyé dans le Sikkim en 1826. Capitaine, il explore la région de Darjeeling en 1829 avec James Dowling Herbert puis voyage au Népal et au Tibet (1834-1835).
Lieutenant-général, il sert en Inde jusqu'à sa mort en 1865 à Darjeeling.
Le jardin botanique de Darjeeling a été nommé en son honneur.
Jules Verne le mentionne dans son roman La Maison à vapeur (partie 2, chapitre I).